# 2007年上饶两少女遭私刑事件
2007年上饶两少女遭私刑事件是指发生在江西省上饶市，两名来自湖南省耒阳市大和圩乡少女，偷竊被抓后遭遇私刑的事件，事件在湖南省、江西省引起了广泛关注和社会热议。

## 经过
2007年1月7日，晚7时30分左右，13岁少女陈露（化名）和15岁少女杨帆（化名）在江西省上饶市爱心大药房五三店偷竊6盒排毒养颜胶囊时，被药房工作人员抓住。两名少女被抓时，药店外有两男两女试图进入药店抢人，被药房保安关门挡在门外。
当日，晚8时40分左右，爱心大药房女经理徐萍（化名）等七人，将两名少女带至上饶市保安支队铁路保安直属大队。上饶铁路保安直属大队李经理建议将两少女移交到派出所，并尝试联系两少女家所在地教育局、学校、派出所但未果。两少女在保安大队期间，爱心大药房经理俞德怀回忆“药店里抓到了小偷，许多药店都来要人，甚至于几百里外的鹰潭都有人打来电话，说是要来出出气！”
当日，晚近10时，考虑到两名少女均是未成年人，偷窃数额又小，送到派出所顶多被民警说服教育，徐萍等人将两名少女从保安大队带回药房总店办公室。在药房，一名男子连续掌摑杨帆，包括徐萍在内三女四男脱下陈露和杨帆的衣裤、鞋袜，只留一件单衣，用电线反绑两名少女的双手，开始审问偷药原因及同伙情况。
2007年1月8日，零点左右，徐萍等人用剪刀，将两名少女的长发剪成阴阳头，并将两名少女的衣裤剪碎。当日，凌晨1点左右，一名男子将两少女分别带进药店仓库，用打火机烧两少女的头发、眉毛，并扒开单衣烧乳头，陈露大声叫喊被男子用袜子堵嘴，两少女始终没有透露同伙情况。当日，凌晨4点左右，两少女被反绑双手赤脚赶出药房，在路遇清洁工帮助松绑后报案。
2007年1月9日，上饶市人民医院烧伤科医生接受《江南都市报》记者采访时表示，陈露两乳头深2度以上烧伤，两乳头缺失，杨帆右乳头烧伤。记者从上饶市公安部门了解到，徐萍等人已经被刑事拘留，火烧少女的犯罪嫌疑人在逃。
2007年1月11日，上饶市青少年权益保护中心的刘义程前往医院看望两名少女，并表示愿意为少女提供无偿法律援助。
2007年1月13日，耒阳市妇联和政法委的工作人员表示，陈露的家人难以联系，杨帆的家人否认有这一女儿，当日晚10时左右，两少女不知所踪并在医院病历本中写道：“好心的公安叔叔对我们很好，但我们受虐的事引发世人关注后，众多媒体关注此事，让我们觉得心烦。”